# The Good Earth (film)
The Good Earth (De Goede Aarde) is een Oscarwinnende film uit 1937 onder regie van Sidney Franklin. Victor Fleming, Gustav Machatý en Sam Wood werkten ook mee als regisseur, maar werden niet genoemd bij de openingstitels. De film is gebaseerd op het boek The Good Earth van Pearl S. Buck. In Nederland werd de film destijds onder de titel De Goede Aarde uitgebracht. Tegenwoordig wordt de film nog getoond op de digitale televisiezender TCM.

## Verhaal
Wang Lung is een Chinese boer die trouwt met O-Lan, een eenvoudige dienstmeid die werkt voor de machtigste familie van de stad in het Grote Huis. O-Lan blijkt een goede echtgenote, die hard werkt en nooit klaagt. Het leven lijkt Wang Lung mee te zitten. Hij verdient genoeg geld om meer land te kopen en zijn vrouw bevalt van twee kinderen. Ondertussen begint het vermogen en aanzien van het Grote Huis erop achteruit te gaan.
Het gelukkige leven van de familie krijgt een drastische ommekeer als er zowel droogte als een hongersnood uitbreekt. Wang Lung is de wanhoop nabij en overweegt de raad van zijn pessimistische oom om zijn land te verkopen in ruil voor voedsel. O-Lan weet haar echtgenoot ervan te weerhouden en stelt voor naar het zuiden te reizen om naar werk te zoeken in de grote stad. De familie weet hier rond te komen door te bedelen en stelen.
Nadat de droogte voorbij is, keren Wang Lung en O-Lan terug naar hun boerderij. Ze hebben echter geen geld voor een os, zaad en voedsel. O-Lan sluit zich aan bij een bende en doet mee aan de beroving van een herenhuis. Het loopt echter uit de hand, met als resultaat dat ze neergeslagen en vertrapt wordt. Ze weet echter een aantal onopgemerkte juwelen mee te nemen. De familie kan nu langer rondkomen, maar O-Lan eist twee parels voor zichzelf te mogen houden.
Er gaan jaren voorbij. Wang Lungs zoon is inmiddels een jongeman die een respectabele opleiding volgt. Op een gegeven moment is hij rijk genoeg om het Grote Huis te kopen. Wang Lung wordt verliefd op Lotus, een mooie jonge danseres in een lokaal theehuis. Hij is de inmiddels versleten O-Lan zat en trouwt met Lotus, waarna hij haar O-Lans parels geeft.
Wanneer Wang Lung ontdekt dat Lotus aan het flirten is met zijn jongste zoon, gooit hij hem uit huis. Plotseling wordt de stad bedreigd door een zwerm treksprinkhanen. De oudste zoon redt de stad door iedereen te laten samenwerken hun gewassen te beschermen. Desondanks dreigt alles verloren te gaan. Wang Lung beseft de fouten die hij gemaakt heeft en maakt het goed met zijn jongere zoon. Hierna legt hij het bij met O-Lan. Hij geeft haar de parels terug, voordat ze overlijdt aan uitputting.

## Rolbezetting
| Acteur           | Personage  | Foto |
| ---------------- | ---------- | ---- |
| Paul Muni        | Wang Lung  |      |
| Luise Rainer     | O-Lan      |      |
| Walter Connolly  | Oom        |      |
| Tilly Losch      | Lotus      |      |
| Charley Grapewin | Vader      |      |
| Jessie Ralph     | Cuckoo     |      |
| Keye Luke        | Oude zoon  |      |
| Roland Lui       | Jonge zoon |      |

## Achtergrond
De film is gebaseerd op het gelijknamige boek uit 1931, dat uiteindelijk een Pulitzerprijs opleverde. Het boek werd wegens haar succes opgemerkt door filmproducent Irving Thalberg. Toen hij een verfilming ervan voorstelde aan Louis B. Mayer, was hij niet enthousiast. Mayer vertelde dat niemand een film zou willen zien over Chinese boeren. Hij was echter onder de indruk van de kwaliteit van het verhaal en schonk Thalberg een budget van $2,8 miljoen.
De voorbereidingen voor de film duurden drie jaar. Thalberg wilde Chinese acteurs voor de rollen, maar dit werd niet toegestaan. Het idee was in die tijd nog controversieel en werd niet goedgekeurd. Paul Muni en Luise Rainer werden geselecteerd, omdat ze allebei in 1936 een Oscar wonnen. Om zich voor te bereiden op het vertolken van een Chinees, observeerden Muni en Rainer de Chinezen uit Chinatown San Francisco. Muni schoor zijn wenkbrauwen voor de helft weg en verloor enkele kilo's om realistisch over te komen als een Chinees.
Hoewel Thalberg overleed enkele maanden voordat de opnamen begonnen, werd zijn naam wel vermeld in de openingstitels. Na de première werd het een enorm succes. De film werd genomineerd voor vijf Oscars en won in de categorie Beste Actrice (Rainer) en Beste Cinematografie. Hij werd ook genomineerd in de categorieën Beste Film, Beste Regie en Beste Montage.